# Like a Prayer (Lied)
Like a Prayer ist ein Lied von Madonna aus dem Jahr 1989, das von ihr und Patrick Leonard sowohl geschrieben als auch produziert wurde. Es erschien auf ihrem gleichnamigen vierten Studioalbum. 
Like A Prayer stellte eine künstlerischere wie persönlichere Herangehensweise an Madonnas Songwriting dar. Der Song ist bekannt für seine mehrdeutigen inhaltlichen Allusionen hinsichtlich Religion und Sexualität, was zu unterschiedlichen Interpretationen von Kritikern und Fans führte. Das damals kontrovers diskutierte Musikvideo unter der Regie von Mary Lambert behandelt Themen um Rassismus und beinhaltet unter anderem katholische Symbole, brennende Kruzifixe und Stigmata.

## Geschichte
Like a Prayer zählt zu Madonnas meistverkauften Songs. Es verkauften sich davon über fünf Millionen Exemplare. In vielen Ländern erreichte der Hit den ersten Platz. Die Veröffentlichung fand am 27. Februar 1989 statt.
Madonna zu Like a Prayer:

„Mein ganzes Album handelt über religiöse Themen [...] Die Katholische Kirche inspiriert mich mit ihrer Mystik und Magie. Like a Prayer handelt von mir als Katholikin. Als ich mit 17 von zu Hause auszog und nach New York City ging, wo viele Katholiken leben, lernte ich die wahre Bedeutung vom Katholizismus kennen und wie ich als Katholikin leben soll. Aber ich musste auch daran denken, was passiert, wenn ich mich gegen meine Religion stelle.“

Der religiöse Einfluss wird auf Like a Prayer sehr deutlich. Madonna beschreibt es als: „ein Lied über ein junges Mädchen, das Gott so liebt, dass es in ihm seinen Partner sieht. Von meinem achten bis zum zwölften Lebensjahr hatte ich die gleichen Gefühle und habe Gott auch so geliebt.“
Der Song beginnt mit einem E-Gitarren-Solo, dann singt Madonna ein Intro und danach beginnt das Schlagzeug. Nebenbei enthält das Lied Basspartien eines Moog-Minimoog-Synthesizers. Der Bass wurde eingespielt von Guy Pratt.
1990 erschien auf der Kompilation The Immaculate Collection ein Remix von Shep Pettibone, der einige mediale Aufmerksamkeit erfuhr. In der Liste der 500 besten Songs aller Zeiten des Magazins Rolling Stone von 2010 erreichte das Lied Platz 306 und 2012 Platz 239.
2019 war eine mit gregorianischem Mönchsgesang begleitete Version von Like a Prayer Teil von Madonnas Gastauftritt beim Finale des Eurovision Song Contest 2019 in Tel Aviv. Madonnas stimmliche Performance wurde dabei vielfach medial kritisiert; ebenso beinhaltete der Auftritt zum Teil nicht mit den Organisatoren abgesprochene Elemente wie Gasmasken sowie die Flaggen von Israel und Palästina, was Kritik hervorrief.

## Musikvideo
Beim Musikvideo führte Mary Lambert Regie. Drehort waren die Raleigh Studios in Hollywood, Kalifornien. Zu Beginn des Clips sieht Madonna, wie ein paar weiße Männer ein Mädchen bedrängen und festhalten. Madonna flieht in eine Kirche; sie zeigt in einem Traum Stigmata an ihren Händen, sie betet zu St. Martin, einem schwarzen Heiligen (Leon Robinson), küsst ihn, und jener erwacht zum Leben. In einer Rückblende wird deutlich, dass die Männer das Mädchen mit dem Messer niederstachen. Einer der Täter nahm Madonna dabei bedrohlich in den Blick. Ein zur Hilfe herbeigeeilter Schwarzer wurde von der eintreffenden Polizei fälschlicherweise für den Täter gehalten und festgenommen. Später singt Madonna zusammen mit einem Gospelchor den Song. Um für Gerechtigkeit zu sorgen, beteuert sie gegenüber den Polizisten, dass sie den falschen verhafteten, und diese lassen ihn nach Madonnas Zeugenaussage aus dem Gefängnis frei. Am Ende stellt sich heraus, dass die Handlung des Videos ein Theaterstück ist. Im Video tanzt sie auf einem Feld brennender Kreuze.
Während in den USA die brennenden Kreuze zur Absetzung und dem Boykott des Videos führten, zeigten sich europäische Länder „schockiert“ wegen der „blasphemischen Szenen“. Als Folge setzte der Hauptsponsor Pepsi den angelaufenen Werbespot mit Madonna ab und kündigte seine Mitwirkung als Sponsor ihrer geplanten Welttournee (die 5 Millionen US-Dollar Gage durfte Madonna behalten). Madonna: „Damals hat mein Toursponsor Pepsi Cola am meisten Probleme gemacht. Die hatten Angst wegen der erotischen Anspielungen. Aber sie haben gezahlt, sind abgehauen und das war’s.“ Das Video wurde auch in Deutschland auf MTV nur nachts ausgestrahlt. Single wie Album wurden, auch wegen dieser eher unfreiwilligen Werbung durch die Verdammung durch Elternverbände und Kirchenvertreter, zu einem ihrer größten Erfolge.

## Kommerzieller Erfolg

### Chartplatzierungen
| ChartsChartplatzierungen       | Höchstplatzierung | Wochen/ Monate |
| ------------------------------ | ----------------- | -------------- |
| Deutschland (GfK)              | 2 (26 Wo.)        | 26 Wo.         |
| Österreich (Ö3)                | 2 (6 Mt.)         | 6 Mt.          |
| Schweiz (IFPI)                 | 1 (17 Wo.)        | 17 Wo.         |
| Vereinigte Staaten (Billboard) | 1 (16 Wo.)        | 16 Wo.         |
| Vereinigtes Königreich (OCC)   | 1 (19 Wo.)        | 19 Wo.         |

| ChartsJahrescharts (1989)      | Platzierung |
| ------------------------------ | ----------- |
| Deutschland (GfK)              | 6           |
| Österreich (Ö3)                | 7           |
| Schweiz (IFPI)                 | 6           |
| Vereinigte Staaten (Billboard) | 25          |
| Vereinigtes Königreich (OCC)   | 11          |

### Auszeichnungen für Musikverkäufe
| Land/Region                  | Auszeichnungen für Musikverkäufe (Land/Region, Auszeichnung, Verkäufe) | Verkäufe  |
| ---------------------------- | ---------------------------------------------------------------------- | --------- |
| Australien (ARIA)            | Platin                                                                 | 70.000    |
| Dänemark (IFPI)              | Gold                                                                   | 45.000    |
| Deutschland (BVMI)           | Gold                                                                   | 250.000   |
| Frankreich (SNEP)            | Silber                                                                 | 200.000   |
| Italien (FIMI)               | Gold                                                                   | 25.000    |
| Neuseeland (RMNZ)            | Platin                                                                 | 30.000    |
| Schweden (IFPI)              | Platin                                                                 | 50.000    |
| Schweiz (IFPI)               | Gold                                                                   | 25.000    |
| Spanien (Promusicae)         | Platin                                                                 | 60.000    |
| Vereinigte Staaten (RIAA)    | 2× Platin                                                              | 2.000.000 |
| Vereinigtes Königreich (BPI) | 2× Platin                                                              | 1.200.000 |
| Insgesamt                    | 1× Silber · 4× Gold · 8× Platin ·                                      | 3.955.000 |

Hauptartikel: Madonna (Künstlerin)/Auszeichnungen für Musikverkäufe

## Coverversionen (Auswahl)

### Mad’House-Version
Das französisch-niederländische Dance-Projekt Mad’House veröffentlichte 2002 eine Dance-Version, welche europaweit hohe Chartplatzierungen erzielen konnte.
Chartplatzierungen
| ChartsChartplatzierungen     | Höchstplatzierung | Wochen |
| ---------------------------- | ----------------- | ------ |
| Deutschland (GfK)            | 1 (16 Wo.)        | 16     |
| Frankreich (SNEP)            | 5 (31 Wo.)        | 31     |
| Österreich (Ö3)              | 1 (20 Wo.)        | 20     |
| Schweiz (IFPI)               | 2 (23 Wo.)        | 23     |
| Vereinigtes Königreich (OCC) | 3 (11 Wo.)        | 11     |

| ChartsJahrescharts (2002) | Platzierung |
| ------------------------- | ----------- |
| Deutschland (GfK)         | 17          |
| Frankreich (SNEP)         | 13          |
| Österreich (Ö3)           | 13          |
| Schweiz (IFPI)            | 28          |

Auszeichnungen für Musikverkäufe

| Land/Region        | Auszeichnungen für Musikverkäufe (Land/Region, Auszeichnung, Verkäufe) | Verkäufe |
| ------------------ | ---------------------------------------------------------------------- | -------- |
| Deutschland (BVMI) | Gold                                                                   | 250.000  |
| Frankreich (SNEP)  | Gold                                                                   | 250.000  |
| Österreich (IFPI)  | Gold                                                                   | 20.000   |
| Schweden (IFPI)    | Gold                                                                   | 15.000   |
| Insgesamt          | 4× Gold ·                                                              | 535.000  |

### Weitere Coverversionen
- 1992: Bigod 20
- 1992: Marc Almond
- 1998: Royal Philharmonic Orchestra
- 2000: Gong
- 2001: H2O
- 2002: Limelight[29]
- 2002: Rufio
- 2003: Nolwenn Leroy
- 2005: Gigi D’Agostino
- 2010: Glee
- 2011: Ida Sand
- 2020: Gabry Ponte, Galwaro & Lizot
- 2022: Sophie Ellis-Bextor
- 2024: Dogma (Female-Metal-Band in Nonnenkostümen)[30]